# إدوارد الرابع (ملك إنجلترا)
 إدوارد الرابع  (28 أبريل 1442 - 9 أبريل 1483) ملك إنجلترا من 4 مارس 1461 حتى 3 أكتوبر 1470، ومرة أخرى من 11 أبريل 1471 حتى وفاته، وهو أول ملوك إنجلترا من أسرة يورك. قضى النصف الأول من حكمه في محاربة أسرة لانكستر خلال حروب الوردتين، إلى أن استطاع أن يتغلب عليهم في معركة توكسبوري.
كان يحمل في حياة أبيه لقب «إيرل مارش» وكان حدثاً عندما حاول اليوركيون السيطرة على المجلس في عهد هنري السادس، وأدت محاولاتهم هذه إلى نشوب معركة سانت ألبانز (1455م) التي كانت فاتحة حرب الوردتين. وعندما هزم ريتشارد دوق يورك في معركة لودلو سنة 1459 ولجأ إلى أيرلندا، فر إدوارد بصحبة إيرل سالزبري وإيرل ورويك إلى مدينة كاليه على الساحل الفرنسي، ثم عادوا إلى إنجلترا بعد عام وجهزوا جيشاً هزموا به القوات الملكية ووقع الملك هنري أسيراً في أيديهم في نورثامبتون.
جرى الاتفاق على أن يبقى هنري ملكاً مدى الحياة ويخلفه دوق يورك بعد وفاته، ولكن الملكة مرغريت زوجة هنري السادس رفضت الاتفاق لأنه يحرم ابنها من ولاية العهد، واستطاع جيشها أن يهزم ريتشارد ويقتله في معركة ويكفيلد (1460م) وثابر حتى أنقذ الملك هنري من الأسر في معركة سانت ألبانز الثانية (1461م). وكان إدوارد في تلك الأثناء قد هزم مؤيدي الملك هنري في غربي إنجلترا فسارع إلى نجدة ورويك ومن معه، وحقق انتصاراً ساحقاً في «تاوتون» بيوركشاير في 29 آذار عام 1461، وتوج على إنجلترا في 28 حزيران من العام نفسه.
لم يكن إدوارد الرابع مستقلاً في حكمه في بداية عهده، لحداثة سنه، إذ شاركه ورويك السلطة فانفرد في إدارة الشؤون السياسية للبلاد وخص أفراد أسرته بالمناصب الحيوية. بيد أن إدوارد، بعد زواجه سراً من إليزابيت وودفيل تنبه إلى ذلك، فبدأ يسعى إلى تثبيت سلطانه فأحس ورويك بالأمر وخشي على نفوذه فبادر إلى سجن إدوارد عام 1469م. لكن الملك استطاع التخلص من سجنه وأمر بنفي ورويك من البلاد فغادرها إلى فرنسا ولجأ للويس الحادي عشر الذي أقنعه بالتحالف مع مرغريت زوجة هنري السادس لغزو إنجلترا. ولم يكن إدوارد مهيأ لمواجهة ورويك وقواته، فلجأ إلى هولندا في حين عمل ورويك على إطلاق سراح الملك هنري وأعاده إلى العرش في 3 تشرين الأول 1470م.
لم يلبث إدوارد أن عاد إلى إنجلترا بمساعدة تشارلز دوق بورغندي، فنزل في يوركشاير وجمع جيشاً والتقى بجيش ورويك في معركة بارنيت (24 نيسان 1471م) التي انتهت بهزيمة ورويك ومقتله، واستعاد إدوارد زمام الأمور في البلاد، كما هزمت القوات القادمة من فرنسا بقيادة مرغريت في معركة توكسبوري (4 أيار 1471م) التي انتهت بأسر مرغريت ومقتل ابنها. وبعد أسبوعين من تلك المعركة قُتل الملك هنري السادس، وتوطد الأمر لإدوارد.

## حياته الشخصية
رُزق إدوارد الرابع عشرة أولاد من زوجته إليزابيت وودفيل، بقي منهم سبعة أحياء بعد وفاته: خمس بنات منهن إليزابيت زوج هنري السابع، واثنان من الذكور هما إدوارد الخامس وريتشارد دوق يورك -الذي يعتقد أنه قتل مع أخيه في برج لندن عام 1483م-.